# Isola di Mal di Ventre e Catalano
Isola di Mal di Ventre e Catalano este o arie protejată (arie specială de conservare — SAC, sit de importanță comunitară — SCI, arie de protecție specială avifaunistică — SPA) din Italia întinsă pe o suprafață de 41.066 ha, integral pe uscat.

## Localizare
Centrul sitului Isola di Mal di Ventre e Catalano este situat la coordonatele 39°55′47″N 8°18′24″E / 39.92966°N 8.30657°E.

## Înființare
Situl Isola di Mal di Ventre e Catalano a fost declarat sit de importanță comunitară în iunie 2002 pentru a proteja 31 de specii de animale. Alte tipuri de protecție:
- arie de protecție specială avifaunistică (în aprilie 2020)[3]
- arie specială de conservare (în mai 2021)[2][4][5]

## Biodiversitate
Situată în ecoregiunea mediteraneană, aria protejată conține 19 habitate naturale: Tufărișuri halo-nitrofile (Pegano-Salsoletea), Tufărișuri termo-mediteraneene și de pre-deșert, Galerii și tufărișuri riverane sudice (Nerio-Tamaricetea și Securinegion tinctoriae), Bancuri de nisip acoperite în permanență slab de apă marină, Straturi cu Posidonia (Posidonion oceanicae), Faleze cu vegetație de Limonium spp. endemic de pe coastele mediteraneene, Ape oligotrofe în general din solurile nisipoase vest-mediteraneene, cu un conținut foarte redus de minerale, cu Isoetes spp., Pășuni mediteraneene udate de apa mării (Juncetalia maritimi), Golfuri mici largi și golfuri puțin adânci, Ape stătătoare oligotrofe până la mezotrofe, cu vegetație de Littorelletea uniflorae și/sau de Isoëto-Nanojuncetea, Dune mobile cu vegetație embrionară, Salicornia și alte specii anuale care populează regiunile mlăștinoase și nisipoase, Stepe sărăturate mediteraneene (Limonietalia), Tufărișuri halofile mediteraneene și termo-atlantice (Sarcocornetea fruticosi), Iazuri temporare mediteraneene, Pseudostepă cu ierburi și specii anuale de Thero-Brachypodietea, Dune mobile de-a lungul țărmului cu Ammophila arenaria („dune albe”), Vegetație anuală la limita mareei, Recifuri.
La baza desemnării sitului se află mai multe specii protejate:
- păsări (27): pescăruș albastru (Alcedo atthis), Alectoris barbara, fâsă-de-câmp (Anthus campestris), stârc roșu (Ardea purpurea), stârc galben (Ardeola ralloides), ciuf de câmp (Asio flammeus), ciocârlie-cu-degete-scurte (Calandrella brachydactyla), Calonectris diomedea, caprimulg (Caprimulgus europaeus), prundăraș de sărătură (Charadrius alexandrinus), erete de stuf (Circus aeruginosus), dumbrăveancă (Coracias garrulus), egretă mică (Egretta garzetta), presură de grădină (Emberiza hortulana), șoim călător (Falco peregrinus), muscar-gulerat (Ficedula albicollis), piciorong (Himantopus himantopus), sfrâncioc roșiatic (Lanius collurio), Larus audouinii, stârc de noapte (Nycticorax nycticorax), vultur pescar (Pandion haliaetus), Phalacrocorax aristotelis desmarestii, Puffinus yelkouan, chiră de baltă (Sterna hirundo), Sylvia sarda, silvie de tufiș (Sylvia undata), fluierar de mlaștină (Tringa glareola)
- mamifere (1): delfin mare (Tursiops truncatus)
- reptile (3): Caretta caretta, Euleptes europaea, Testudo graeca

Pe lângă speciile protejate, pe teritoriul sitului au mai fost identificate 85 de specii de păsări, 6 specii de nevertebrate.